# Monte Vinson

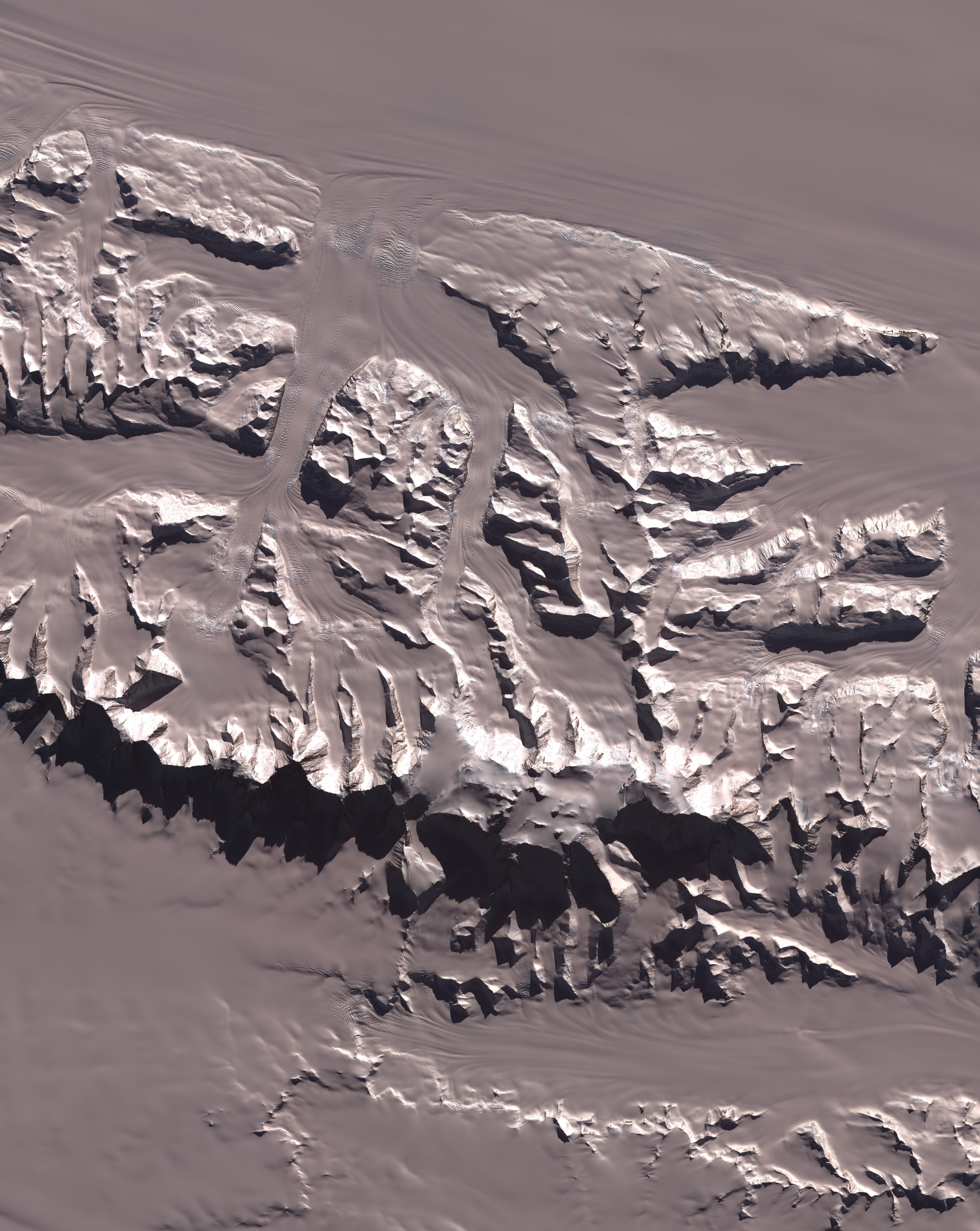
Il Monte Vinson da un satellite NASA

Il Monte Vinson è la montagna più alta dell'Antartide, situata a circa 1.200 km dal polo sud. Lunga circa 21 km e larga circa 13, si trova all'interno della catena del Sentinel Range ed è una delle Sette Vette del Pianeta.

## Descrizione
La sua altezza fu inizialmente stimata in 5.140 metri, ma in seguito altre misurazioni diedero risultati leggermente diversi; l'ultima del 2004, condotta da un team australiano-cileno con metodi basati sul GPS, ha fornito un'altezza di 4.892 metri.
La montagna, come tutte le altre dell'Antartide, è circondata da uno strato di ghiaccio spesso molte centinaia di metri, per cui solo la parte sommitale sporge dalla calotta glaciale antartica, e anche la vetta è coperta in gran parte da uno spesso strato di ghiaccio.
Il monte fu individuato e localizzato solo nel 1957, quando venne scoperto da un aereo della Marina statunitense. Venne così chiamato in onore di Carl Vinson, un membro del Congresso degli Stati Uniti che fu strenuo sostenitore delle ricerche antartiche.
La prima scalata del monte avvenne il 17 dicembre 1966 ad opera di una spedizione dell'American Alpine Club, guidata da Nicholas Clinch e finanziata dalla National Geographic Society, con il supporto della Marina statunitense.
Nel gennaio 2008, quattro alpini italiani (Ettore Taufer, Giovanni Amort, Elio Sganga e Marco Farina) aprono una nuova via, raggiungendo la cima, al termine di una traversata di 270 chilometri, da Patriot Hills, l'unico campo base privato in Antartide, sino alla base del monte.